# Hermann Bohne
Hermann Bohne (født 22. september 1890 i Tromsø, død 5. januar 1949 smst) var en norsk gymnast, som deltog i OL 1908 i London.
Bohne var ved OL 1908 i London med på det norske hold, som vandt sølv i holdkonkurrencen i gymnastik efter svensk system. Svenskerne vandt guld 438 point, mens nordmændene fik 425 point og Finland på tredjepladsen 405. Der var otte hold med i konkurrencen.